# Косар Михайло Григорович
Косар Михайло Григорович (16 вересня 1895, село Купчинці, нині  Тернопільського району Тернопільської області — 1 жовтня 1972, смт Козова, похований у Купчинцях) — український громадський діяч. Брат Миколи Косара.

## Життєпис
Навчався в українській гімназії в місті Тернополі (1906—1912).
Воював в УСС, учасник боїв поблизу сіл Семиківці (1915, нині  Тернопільського району), Потутори (нині  Тернопільського району), де потрапив у російський полон (1916).
Діяльний українських товариств «Просвіта», «Сільський господар» та інших, член Радикальної партії (1920-1930-ті). У 1939—1955 — головний бухгалтер (книговод) у різних кооперативах.

## Праці
Автор життєписів диригента І. Блажкевича і народного поета Павла Думки (опубліковані у США), розвідки «Історія Купчинців» (у співавт. з братом; рукопис втрачений).